# Хомберг (Вестервалд)
Хомберг (њем. Homberg) општина је у њемачкој савезној држави Рајна-Палатинат. Једно је од 192 општинска средишта округа Вестервалд. Према процјени из 2010. у општини је живјело 152 становника. Посједује регионалну шифру (AGS) 7143244.

## Географски и демографски подаци
Хомберг се налази у савезној држави Рајна-Палатинат у округу Вестервалд. Општина се налази на надморској висини од 585 метара. Површина општине износи 2,2 km². У самом мјесту је, према процјени из 2010. године, живјело 152 становника. Просјечна густина становништва износи 70 становника/km².